# Пассажиры (фильм, 2016)
«Пассажи́ры» (англ. Passengers) — американский научно-фантастический романтический фильм режиссёра Мортена Тильдума. Главные роли исполнили Крис Прэтт и Дженнифер Лоуренс. Премьера в США состоялась 21 декабря 2016 года, в России — 22 декабря 2016 года.

## Сюжет
Далёкое будущее. Космический корабль корпорации Homestead (англ. Родная обитель) «Авалон» перевозит колонистов на планету, обозначенную как «Обитель II». Всего на звездолёте 5000 пассажиров и 258 членов экипажа, полёт должен продлиться 120 земных лет, и все пребывают в состоянии гибернации. Через 30 лет, в 15 световых лет от Земли, корабль входит в скопление астероидов, один из которых пробивает защиту корабля.
Инженер-механик Джим Престон (Крис Прэтт) просыпается в капсуле. Он думает, что корабль уже прилетел, но коридоры пусты, а система любезно сообщает, что лететь ещё 90 лет. Престон отправляет просьбу о помощи на Землю, и система сообщает, что его сообщение будет доставлено на Землю только через 18 лет, а ответ придёт через 55 лет. Престон не знает, как ввести себя в гибернацию. Доступ к рубке управления и отсекам экипажа для пассажиров заблокирован.
Смирившись с тем, что единственным его собеседником является бармен-андроид Артур (Майкл Шин), Джим решает по его совету провести остаток своей жизни в роскоши пассажирских салонов «золотого» класса. Спустя год одиночества отчаявшийся Престон решает покончить с собой, выйдя без скафандра в космос. В последний момент он передумывает, убегает из шлюзовой камеры, наступает на брошенную им когда-то бутылку и, упав, видит спящую пассажирку, писательницу Аврору Лейн (Дженнифер Лоуренс).
Джим днями напролёт думает только о ней, просматривает интервью с ней, одновременно высказывая свои чувства бармену и пытаясь осознать, что он натворит, пробудив её. В конце концов, он всё же решается досрочно вывести её из гибернации, тем самым обрекая её на смерть на корабле. После её пробуждения Джим притворяется, будто её капсула, как и его собственная, открылась из-за неполадки. Он объясняет Авроре, что пассажиров вводили в гибернацию ещё на Земле, а на борту такого оборудования нет, да и вся информация о гибернации, ввиду коммерческой тайны, заблокирована или отсутствует. После паники Аврора приходит в норму. Престон берёт с Артура обещание не говорить Авроре о своих планах разбудить её.
Аврора просит Джима сделать хоть что-нибудь, что позволит ей снова заснуть, но несмотря на его слова, что сделать что-либо они не в состоянии, Аврора пытается сама изучить информацию о процессе гибернации, но не преуспевает, и начинает писать книгу про свою жизнь на «Авалоне», первым делом интервьюируя Джима, покинувшего Землю из-за своей невостребованности, который в шутку говорит, что способен построить дом, а потом беседует с ним по поводу того, кто и почему оказался на этом корабле. Она рассказывает, что хотела стать первой писательницей, которая посетила бы земную колонию и вернулась на Землю после 250 лет в пути.
Со временем Джим показывает ей всё, что изучил на корабле в области развлечений, и знакомит её с Артуром, который острит метафорами и поговорками, не забывая об их с Джимом уговоре.
Вскоре между ними начинается роман. Спустя год Джим решается сделать Авроре предложение. В беседе с Артуром Аврора роняет фразу: «И нет никаких секретов между нами». Артур спрашивает: «Неужели?», на что Джим, не задумавшись, отвечает: «Ну леди же сказала!» Джим уходит за обручальным кольцом, а Артур  рассказывает Авроре, что её разбудил Джим. Аврора впадает в ярость и не хочет больше видеть Джима. Ночью она нападает на Джима, избивает его (Джим при этом никак не сопротивляется) и собирается нанести удар монтировкой, но, бросив монтировку на пол, убегает. Джим через корабельную трансляцию просит прощения у Авроры. Аврора всё ещё не желает разговаривать с Джимом, и они чередуют дни, по которым общаются с Артуром, чтобы не видеть друг друга. Чтобы хоть как-то наладить отношения, Джим сажает дерево прямо посреди вестибюля гостевого центра.
На корабле всё чаще происходят сбои оборудования. Однажды Аврора и Джим слышат объявление по трансляции: помощник командира по палубе Гас Манкузо (Лоренс Фишберн), спрашивает, кто посадил дерево. Джим и Аврора бегут к нему. Манкузо немедленно приступает к поиску неисправностей, что из-за отказа системы диагностики приходится делать вручную.
Манкузо проверяет капсулы и выясняет, что Джим проснулся из-за сбоя таймера, а он сам – из-за сбоев в системе. Манкузо обвиняет Джима в том, что тот разбудил Аврору. Манкузо говорит ей, что «утопающий тянет кого-то за собой». Ему становится всё хуже, он кашляет кровью. На корабле происходит сбой системы гравитации, Аврора едва не погибает в бассейне.
Манкузо выясняет, что два года назад возник отказ одной из главных систем, остальные системы пытались компенсировать отказ, но не справились. Число отказов будет нарастать, что неминуемо приведёт к гибели корабля. Гас отводит Джима и Аврору в технический отсек, но теряет сознание. Сканирование в автодоке показывает наличие у Гаса 612 патологий, вызванных сбоями его гибернационной капсулы. С помощью кода доступа он узнаёт, что ему осталось жить всего несколько часов. Отказы корабля становятся всё серьёзнее, включается общая сирена. Джим и Аврора отводят Манкузо в обсерваторию, умирая, тот просит их беречь друг друга и спасти корабль, и отдаёт свой браслет члена экипажа.
Выключается освещение, даже Артур выходит из строя. Герои спешат в технический отсек, чтобы продолжить диагностику. Отсек реактора оказывается заблокирован. Джим взламывает его, отсек оказывается разгерметизированным, оба героя едва не погибают, однако им чудом удаётся запечатать пробоину, вызванную попаданием метеорита. Метеорит пробил компьютер реакторного отсека, и Джим заменяет повреждённую плату. Система приходит в норму, но требует провести сброс температуры реактора. Затвор шахты заблокирован, открыть даже вручную не получается. Джим выходит в космос и открывает затвор снаружи, но тот не фиксируется в положении «открыто». Джиму приходится остаться и держать ручку, Аврора, рыдая, открывает шахту реактора. Поток срывает Джима и уносит его в космос, скафандр оказывается пробит. Умирающий Джим просит у Авроры прощения. Аврора выбирается в открытый космос, чудом ловит Джима и затаскивает обратно. Автодок диагностирует смерть. В панике Аврора требует провести все реанимационные операции одновременно, и Джим оживает.
«Авалон» летит дальше, всё пришло в норму. Аврора и Джим хоронят Гаса. Джим говорит Авроре, что автодок может погрузить её в гибернацию и предлагает Авроре продолжить путешествие без него. Аврора отказывается, решив провести остаток жизни вместе с Джимом на борту «Авалона»…
88 лет спустя «Авалон» достигает пункта назначения — планеты «Родная обитель-2». Экипаж, проснувшийся раньше пассажиров, выходит в главный вестибюль и видит, что Джим и Аврора превратили его в подобие райского сада, где они и прожили остаток дней. Аврора завершила свою книгу.

## В ролях
| Актёр             | Роль                           |
| ----------------- | ------------------------------ |
| Крис Прэтт        | инженер-механик Джим Престон   |
| Дженнифер Лоуренс | писательница Аврора Лейн       |
| Майкл Шин         | андроид-бармен Артур           |
| Лоренс Фишберн    | помощник командира Гас Манкузо |
| Энди Гарсиа       | капитан Норрис                 |
| Аврора Перрино    | Селеста                        |
| Кимберли Баттиста | Фитцджеральд                   |

## Создание
Первоначально фильм «Пассажиры» должен был стать режиссёрским дебютом Брайана Кирка с Киану Ривзом в главной роли. Сценарий к фильму написал Джон Спейтс. 5 декабря 2014 года было объявлено, что Sony Pictures Entertainment приобрела права на фильм. 27 января 2015 года стало известно, что Sony ведёт переговоры с режиссёром «Игры в имитацию» Мортеном Тильдумом по поводу съёмок фильма. 6 февраля 2015 года Variety сообщил, что Дженнифер Лоуренс ведёт переговоры о роли в фильме. В тот же день TheWrap также сообщил, что Крис Прэтт также ведёт переговоры по поводу главной роли в фильме. 17 июля 2015 года Майкл Шин присоединился к актёрскому составу фильма в роли робота. 5 августа 2015 года Лоренс Фишберн стал вести переговоры о роли в фильме. Продюсирует фильм Стивен Хэмел из Company Films, Майкл Махер из Start Media и Ори Мармур с Нилом Мориц из Original Film.
Съёмки начались в конце сентября 2015 года в Атланте.

## Награды и номинации
- 2017 — две номинации на премию «Оскар»: лучшая музыка к фильму (Томас Ньюман), лучшая работа художника-постановщика (Гай Хендрикс Диас, Джин Сердена)
- 2017 — пять номинаций на премию «Сатурн»: лучший научно-фантастический фильм, лучшая мужская роль (Крис Прэтт), лучшая женская роль (Дженнифер Лоуренс), лучшая музыка к фильму (Томас Ньюман), лучшая работа художника-постановщика (Гай Хендрикс Диас)

## Музыка
| №   | Название                           | Длительность |
| --- | ---------------------------------- | ------------ |
| 1.  | «The Starship Avalon (Main Title)» | 4:16         |
| 2.  | «Hibernation Pod 1625»             | 1:19         |
| 3.  | «Command Ring»                     | 0:57         |
| 4.  | «Rate 2 Mechanic»                  | 2:08         |
| 5.  | «Awake for 7 Days»                 | 1:26         |
| 6.  | «Crystalline»                      | 4:08         |
| 7.  | «Precious Metals»                  | 2:08         |
| 8.  | «Aurora»                           | 1:45         |
| 9.  | «Robot Questions»                  | 2:53         |
| 10. | «The Sleeping Girl»                | 3:15         |
| 11. | «Build a House and Live In It»     | 2:07         |
| 12. | «I Tried Not To...»                | 3:54         |
| 13. | «Spacewalk»                        | 3:07         |
| 14. | «Passengers»                       | 1:48         |
| 15. | «50% of Light Speed»               | 3:13         |
| 16. | «Cascade Failure»                  | 2:55         |
| 17. | «Zero-Gravity»                     | 2:44         |
| 18. | «Never Happy Here»                 | 1:22         |
| 19. | «Red Giant»                        | 1:26         |
| 20. | «Looking for Wrong»                | 1:46         |
| 21. | «Chrysler Bldg.»                   | 2:25         |
| 22. | «Untethered»                       | 2:34         |
| 23. | «You Brought Me Back»              | 5:41         |
| 24. | «Starlit»                          | 3:12         |
| 25. | «Accidental Happiness»             | 3:03         |
| 26. | «Sugarcoat the Galaxy (End Title)» | 3:13         |

| №   | Название                                            | Исполнитель (ли)          | Длительность |
| --- | --------------------------------------------------- | ------------------------- | ------------ |
| 1.  | «Red Rover»                                         | Al Hammerman              | 3:54         |
| 2.  | «Do It Again»                                       | April Stevens             | 2:37         |
| 3.  | «Like a Rolling Stone»                              | Bob Dylan                 | 6:11         |
| 4.  | «Call Me Irresponsible»                             | Bobby Darin               | 2:03         |
| 5.  | «When I Think of You»                               | Chris Welch, Ken Morrison | 3:39         |
| 6.  | «The Magic of You»                                  | Chris Welch, Ken Morrison | 3:16         |
| 7.  | «Boo»                                               | Dante                     | 2:52         |
| 8.  | «A Little Less Conversation (JXL Radio Edit Remix)» | Elvis Presley vs. Jxl     | 3:32         |
| 9.  | «I Love the Likes of You»                           | Gail Pettis               | 4:40         |
| 10. | «Levitate»                                          | Imagine Dragons           | 3:18         |
| 11. | «Smile»                                             | Jean Laughlin             | 3:06         |
| 12. | «Lookin' at the Downside»                           | Jean Laughlin             | 4:04         |
| 13. | «Le Soleil a hasse La Pluie»                        | Mike Goudreau, Friends    | 3:15         |
| 14. | «Have a Nice Day»                                   | SIRIUS                    | 3:26         |
| 15. | «Hesitation»                                        | Hesitation                | 5:31         |